# Augusta National Golf Club

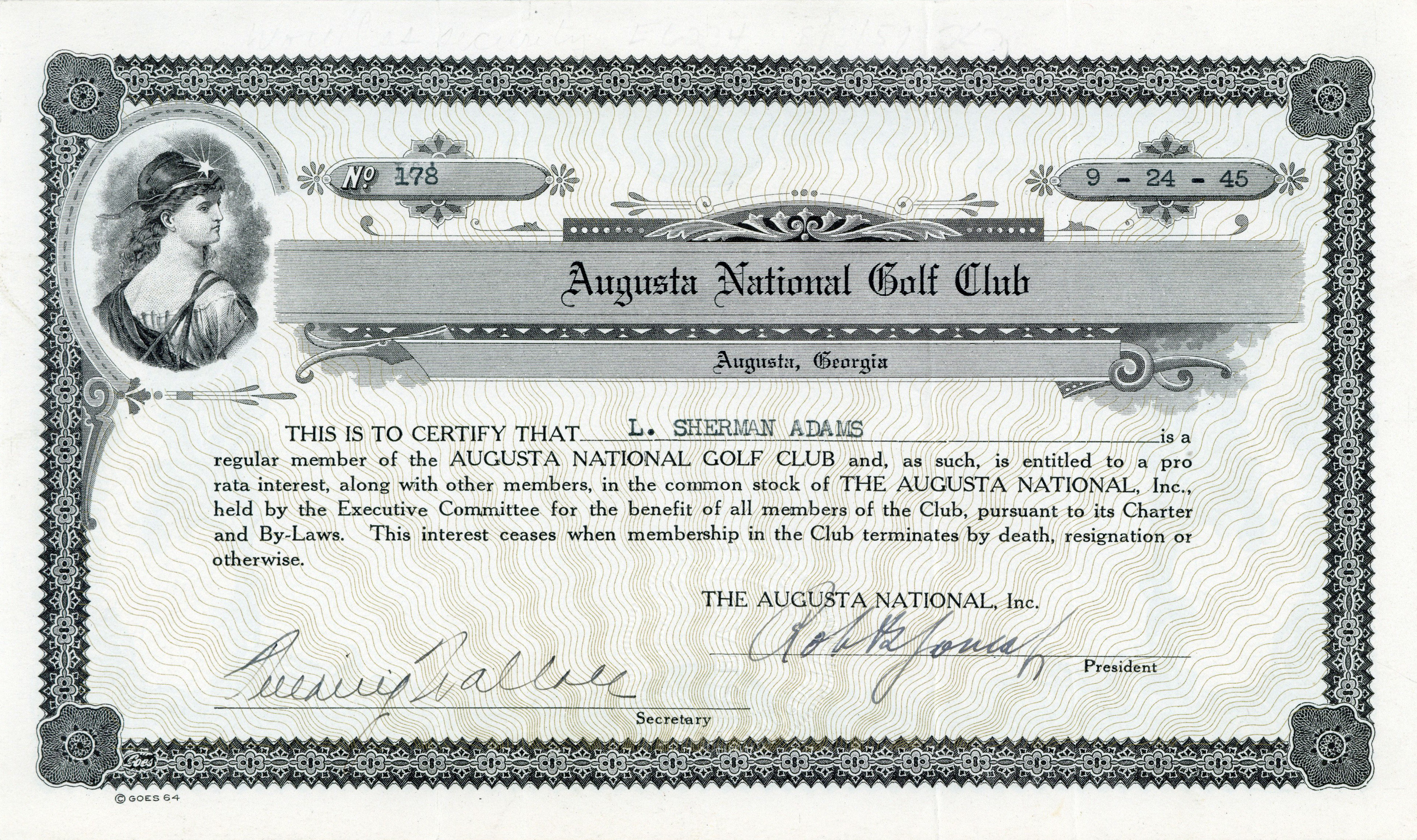
Aktiebrev i Augusta National Golf Club, utfärdad den 24 september 1945, utställd på L. Sherman Adams, egenhändigt undertecknad av Bobby Jones som President

Augusta National Golf Club, privat golfklubb i Augusta, Georgia i USA som är en av de mest berömda och exklusiva golfklubbarna i Nordamerika. Klubben bildades 1931 på initiativ av Bobby Jones och golfbanan anses vara hans mästerverk. Klubben arrangerar varje år The Masters Tournament. Bobby Jones ville att klubben skulle rekrytera medlemmar från hela USA och det är därför den heter Augusta National.
Banan stod färdig 1933 och det är den mest ansedda golfbanan på PGA Tour hos golfens anhängare i USA. Eftersom The Masters hålls där varje år så har de den unika möjligheten att lära sig banan genom att titta på TV, något som andra majortävlingar inte kan erbjuda. 1934 bjöd Bobby Jones in några gamla vänner till spel på banan. Händelsen betraktades som årets golfhändelse och pressen kallade tävlingen Masters.

## Hålen på banan
Banan är känd för sin skönhet och eftersom The Masters hålls på våren så står växtligheten i full blom under tävlingen. Varje hål har fått namn efter en blomma, buske eller träd.
| Hål 1 | Tea Olive             | Par 4 | 398 meter |  | Hål 10 | Camellia            | Par 4 | 453 meter |
| Hål 2 | Rosa blomsterkornell  | Par 5 | 526 meter |  | Hål 11 | Vit blomsterkornell | Par 4 | 448 meter |
| Hål 3 | Blommande persikoträd | Par 4 | 320 meter |  | Hål 12 | Forsythia           | Par 3 | 142 meter |
| Hål 4 | Blommande äppelträd   | Par 3 | 187 meter |  | Hål 13 | Azalea              | Par 5 | 466 meter |
| Hål 5 | Magnolia              | Par 4 | 416 meter |  | Hål 14 | Kinesisk gran       | Par 4 | 402 meter |
| Hål 6 | En                    | Par 3 | 165 meter |  | Hål 15 | Eldtorn             | Par 5 | 457 meter |
| Hål 7 | Pampasgräs            | Par 4 | 375 meter |  | Hål 16 | Redbud              | Par 3 | 155 meter |
| Hål 8 | Gul Jasmin            | Par 5 | 521 meter |  | Hål 17 | Nandina             | Par 4 | 389 meter |
| Hål 9 | Carolina Cherry       | Par 4 | 421 meter |  | Hål 18 | Järnek              | Par 4 | 425 meter |

## Naturliga inslag

### The Big Oak Tree
The Big Oak Tree står i närheten av klubbhuset och planterades 1850.

### Eisenhower Tree
En loblolly-tall (Pinus taeda) som stod på det 17:e hålet ungefär 180 meter från tee. USA:s president Dwight D. Eisenhower, medlem i Augusta National, träffade trädet så många gånger att han gav förslaget att det skulle huggas ner. Klubbens president Clifford Roberts avböjde förslaget. Trädet omkom under en storm i februari 2014. 

### Ike's Pond
En damm som ligger i den östra delen av Augusta Nationals egendom. Namnet kommer av att General Eisenhower fick idén att dammen skulle byggas på den plats där den nu ligger. 

### Rae's Creek
Rae's Creek rinner genom det sydöstra hörnet av Augusta National bakom greenen på hål 11 och framför greenen på hål 12. En förgrening rinner nära utslaget på hål 13.

## Arkitektoniska inslag

### Amen Corner
Hål 11, 12 och 13 kallas "Amen Corner", ett uttryck som skapades av författaren Herbert Warren Wind 1958 då de flesta Masterstävlingar avgörs på dessa hål under söndagen. Det året vann Arnold Palmer den gröna kavajen efter att ha besegrat Ken Venturi genom heroiska räddningar på Amen Corner. Amen Corner har även spelat en stor roll under tävlingar, till exempel när Byron Nelson gjorde birdie och eagle på hål 12 och 13 1937 och Sam Sneads vattenräddning på hål 12 som gav honom segern 1949.

### Eisenhower Cabin
En av tio stugor på Augusta Nationals egendom. Den byggdes för Dwight D. Eisenhower efter att han valts till USA:s president. Stugan byggdes under ledning av Secret Services höga säkerhetskrav och är utsmyckad med en örn ovanför ingången.

### Founders Circle
Ett minnesmärke framför klubbhuset vid slutet av Magnolia Lane.  Två plaketter hedrar grundarna Bobby Jones och Clifford Roberts. Mastersvinnarens guldmedalj är också avbildad på minnesmärket.

### Hogan Bridge
En bro över Rae's Creek som sammanbinder fairway och greenen på hål 12. Den är gjord av sten och är täckt med konstgräs. Bron tillägnades Ben Hogan 1958 för att föreviga hans tävlingsscore på 274 slag fem år tidigare. Det var rekord vid den tiden.

### Magnolia Lane
Huvudgatan som leder från Washington Road klubbhuset. Vägen flankeras av 61 magnoliaträd som planterades av familjen Berckman på 1850-talet. Magnolia Lane 301,75 meter lång och belades med sten 1947.

### Nelson Bridge
En stenbro över Rae's Creek som sammanbinder utslagsplatsen och fairway på det 13:e hålet. Den tillägnades Byron Nelson för att hedra hans resultat i 1937 års Masters.

### Record Fountain
En fontän som ligger till vänster om utslaget på hål 17. Fontänen har skyltar som visar rekord och vinnare i The Masters.

### Sarazen Bridge
En träbro över dammen på hål 15 som skiljer fairway från green. Den tillägnades Gene Sarazen 1955 efter en oförglömlig albatross 20 år tidigare.

## Medlemskap
Augusta National Golf Club har ungefär 300 medlemmar vilket är det maximala antalet. Medlemsavgiften ligger mellan 25000 och 50000 dollar och man kan bara bli medlem genom att bjudas in till klubben. Det finns ingen omröstningsprocess.
Den första kvinnliga medlemmen valdes in 2012. En av medlemmarna är Condoleezza Rice. Klubbens ordförande har klargjort att det inte finns någon regel som hindrar någon från att bli medlem. Att ingen kvinna har blivit invald tidigare har varit kontroversiellt och detta gjorde att klubben inte fick någon ersättning från TV-sändningarna av 2003 och 2004 års Masters.

## Presidenter
- Clifford Roberts (1931–1976)
- William Lane (1976–1980)
- Hord Hardin (1980–1991)
- Jackson T. Stephens (1991–1998)
- Hootie Johnson (1998–2006)
- Billy Payne (2006–2017)
- Fred Ridley (2017– )